# Jougdadalen
Jougdadalen är ett naturreservat i Frostvikens socken i Strömsunds kommun i norra Jämtland som omfattar hela dalgången mellan Jerikkklumpen och Klumpvattnet.
Området är naturskyddat sedan 1993 och är 320 kvadratkilometer stort.
Jougdadalen är en dalgång täckt med urskogsliknande skog med omkullfallna träd och torrträd. I dalens botten sträcker sig ett pärlband av sjöar och oreglerade vattendrag. Genom dalen rinner Jougdån som senare blir Risedeån och Storån som mynnar i Ströms vattudal.
Hela reservatet utom en mindre del i sydost är renbetesland. Men inte bara samerna har befolkat Jougdadalen. I början av 1800-talet var det också ett lockande nybyggarland med frodiga slåttermyrar, stora betesmarker, rika fiskevatten och jaktmarker. Jougdaberg, en gammal bosättning från 1815, ägs idag av staten och arrenderas av Jämtlands läns fiskeklubb.